# Lista siturilor arheologice din județul Neamț - D
Lista siturilor arheologice din județul Neamț - D conține toate siturile arheologice din județul Neamț înscrise în Repertoriul Arheologic Național (RAN) și aflate în localități al căror nume începe cu litera D. RAN este administrat de Ministerul Culturii și Patrimoniului Național și cuprinde date științifice, cartografice, topografice, imagini și planuri, precum și orice alte informații privitoare la zonele cu potențial arheologic, studiate sau nu, încă existente sau dispărute.
Puteți căuta un sit din localitățile care încep cu litera D folosind formularul de mai jos sau puteți naviga prin toate siturile din județ la Lista siturilor arheologice din județul Neamț.
| Cod RAN                                   | Denumire | Localitate                            | Adresă                        | Datare                                         | Descoperit | Coordonate                                    | Imagine           | Erori            |
| ----------------------------------------- | --- | ------------------------------------- | ----------------------------- | ---------------------------------------------- | ---------- | --------------------------------------------- | ----------------- | ---------------- |
| 122472.02.01                              | Situl arheologic de la Dulcești - "Ferma legumicolă" / ansamblu anonim (Categorie: locuire civilă) (Tip: Așezare)         | sat Dulcești, comuna Dulcești         | Ferma legumicolă              | Noua                                           |            |                                               | Încărcați imagine | Raportați eroare |
| 122472.02.02                              | Situl arheologic de la Dulcești - "Ferma legumicolă" / ansamblu anonim (Categorie: locuire civilă) (Tip: Așezare)         | sat Dulcești, comuna Dulcești         | Ferma legumicolă              | Costișa                                        |            |                                               | Încărcați imagine | Raportați eroare |
| 122472.02.03                              | Situl arheologic de la Dulcești - "Ferma legumicolă" / ansamblu anonim (Categorie: locuire civilă) (Tip: Așezare)         | sat Dulcești, comuna Dulcești         | Ferma legumicolă              | Corlăteni - Chișinău                           |            |                                               | Încărcați imagine | Raportați eroare |
| 122472.02.04                              | Situl arheologic de la Dulcești - "Ferma legumicolă" / ansamblu anonim (Categorie: locuire civilă) (Tip: Așezare)         | sat Dulcești, comuna Dulcești         | Ferma legumicolă              | dacilor liberi sec. I a. Chr. - sec. I p. Chr. |            |                                               | Încărcați imagine | Raportați eroare |
| 122472.02.05                              | Situl arheologic de la Dulcești - "Ferma legumicolă" / ansamblu anonim (Categorie: locuire civilă) (Tip: Așezare)         | sat Dulcești, comuna Dulcești         | Ferma legumicolă              | sec. IV - III a. Chr.                          |            |                                               | Încărcați imagine | Raportați eroare |
| 122766.03.01                              | Așezarea Cucuteni A-B de la Dochia - "Iugani" / ansamblu anonim (Categorie: locuire civilă) (Tip: Așezare)                | sat Dochia, comuna Dochia             | Iugani                        | Cucuteni - A-B                                 |            |                                               | Încărcați imagine | Raportați eroare |
| 122150.01.01                              | Așezarea Cucuteni de la Dornești-proprietatea lui Ion Filip / ansamblu anonim (Categorie: locuire civilă) (Tip: Așezare)  | sat Dornești, comuna Costișa          | Pe proprietatea lui Ion Filip | Cucuteni - A                                   |            |                                               | Încărcați imagine | Raportați eroare |
| 122766.02.01 (Cod LMI: NT-I-s-B-10498)    | Necropola carpică de la Dochia - "La Perdele" / ansamblu anonim (Categorie: descoperire funerară) (Tip: Grup de morminte) | sat Dochia, comuna Dochia             | La Perdele                    | carpică sec. III                               |            |                                               | Încărcați imagine | Raportați eroare |
| 122766.02.02 (Cod LMI: NT-I-s-B-10498)    | Necropola carpică de la Dochia - "La Perdele" / ansamblu anonim (Categorie: descoperire funerară) (Tip: Locuire)          | sat Dochia, comuna Dochia             | La Perdele                    | Noua                                           |            |                                               | Încărcați imagine | Raportați eroare |
| 124821.01.01 (Cod LMI: NT-I-m-B-10496.01) | Situl arheologic de la Davideni - "La Izvoare - Spiești" / ansamblu anonim (Categorie: locuire civilă) (Tip: Așezare)     | sat Davideni, comuna Țibucani         | La Izvoare - Spiești          | sec. V - VIII                                  |            | 47°07′00″N 26°37′00″E / 47.11666°N 26.61667°E | Încărcați imagine | Raportați eroare |
| 124821.01.02 (Cod LMI: NT-I-m-B-10496.02) | Situl arheologic de la Davideni - "La Izvoare - Spiești" / ansamblu anonim (Categorie: locuire civilă) (Tip: Așezare)     | sat Davideni, comuna Țibucani         | La Izvoare - Spiești          |                                                |            | 47°07′00″N 26°37′00″E / 47.11666°N 26.61667°E | Încărcați imagine | Raportați eroare |
| 124821.01.03 (Cod LMI: NT-I-m-B-10496.03) | Situl arheologic de la Davideni - "La Izvoare - Spiești" / ansamblu anonim (Categorie: locuire civilă) (Tip: Așezare)     | sat Davideni, comuna Țibucani         | La Izvoare - Spiești          | sec. II - III                                  |            | 47°07′00″N 26°37′00″E / 47.11666°N 26.61667°E | Încărcați imagine | Raportați eroare |
| 124821.01.04 (Cod LMI: NT-I-s-B-10496)    | Situl arheologic de la Davideni - "La Izvoare - Spiești" / ansamblu anonim (Categorie: locuire civilă) (Tip: Așezare)     | sat Davideni, comuna Țibucani         | La Izvoare - Spiești          | Noua                                           |            | 47°07′00″N 26°37′00″E / 47.11666°N 26.61667°E | Încărcați imagine | Raportați eroare |
| 124821.01.05 (Cod LMI: NT-I-s-B-10496)    | Situl arheologic de la Davideni - "La Izvoare - Spiești" / ansamblu anonim (Categorie: locuire civilă) (Tip: Așezare)     | sat Davideni, comuna Țibucani         | La Izvoare - Spiești          | sec. VIII - X                                  |            | 47°07′00″N 26°37′00″E / 47.11666°N 26.61667°E | Încărcați imagine | Raportați eroare |
| 121821.01.01 (Cod LMI: NT-I-s-B-10495)    | Necropola carpică de la David - "În țarină" / ansamblu anonim (Categorie: descoperire funerară) (Tip: necropola)          | sat David, comuna Văleni              | În țarină                     | sec. II - III                                  |            | 47°02′00″N 26°41′00″E / 47.03333°N 26.68333°E | Încărcați imagine | Raportați eroare |
| 122766.01.01 (Cod LMI: NT-I-s-B-10497)    | Așezarea hallstattiană de la Dochia - "Sărățica" / ansamblu anonim (Categorie: locuire civilă) (Tip: Așezare fortificată) | sat Dochia, comuna Dochia             | Sărățica                      |                                                |            | 46°55′00″N 26°35′00″E / 46.91667°N 26.58333°E | Încărcați imagine | Raportați eroare |
| 122409.01.01 (Cod LMI: NT-I-s-B-10499)    | Așezarea Latene de la Dragomirești - "La Siliște" / ansamblu anonim (Categorie: locuire civilă) (Tip: Așezare)            | sat Dragomirești, comuna Dragomirești | La Siliște                    | carpică sec. II - III                          |            | 47°03′29″N 26°30′58″E / 47.05806°N 26.51611°E | Încărcați imagine | Raportați eroare |
| 122472.01.01 (Cod LMI: NT-I-m-B-10500.02) | Situl arheologic de la Dulcești - "La Grădiște" / ansamblu anonim (Categorie: locuire civilă) (Tip: Așezare)              | sat Dulcești, comuna Dulcești         | La Grădiște                   |                                                |            | 46°58′00″N 26°46′00″E / 46.96667°N 26.76667°E | Încărcați imagine | Raportați eroare |
| 122472.01.02 (Cod LMI: NT-I-m-B-10500.01) | Situl arheologic de la Dulcești - "La Grădiște" / ansamblu anonim (Categorie: locuire civilă) (Tip: Așezare)              | sat Dulcești, comuna Dulcești         | La Grădiște                   | sec. VI - VII                                  |            | 46°58′00″N 26°46′00″E / 46.96667°N 26.76667°E | Încărcați imagine | Raportați eroare |
| 124466.01.01 (Cod LMI: NT-I-s-B-10501)    | Așezarea Latene târziu de la Dușești - "La Velniță" / ansamblu anonim (Categorie: locuire civilă) (Tip: Așezare)          | sat Dușești, comuna Ștefan cel Mare   | La Velniță                    | sec. III                                       |            | 47°01′44″N 26°29′44″E / 47.02889°N 26.49556°E | Încărcați imagine | Raportați eroare |